# Логуа, Нугзар Чичикоевич
Нугзар Чичикоевич Логуа (абх. Нугзар Ҷиҷикәа-иҧа Логуа; род. 20 апреля 1956, село Члоу, Очамчырский район, Абхазская ССР) — художник, поэт, общественный и политический деятель Абхазии; министр культуры Республики Абхазия (2005—2007 и 2010—2011). Заслуженный работник культуры Республики Абхазия (2022).

## Биография
Родился 20 апреля 1956 году в селе Члоу Очамчирского района Абхазии. В 1973 году окончил среднюю школу в Члоу.
С 1974 по 1979 годы учился в Сухумском художественном училище. С 1975 по 1977 годы проходил службу в рядах Советской Армии.
С 1979 по 1981 годы работал преподавателем черчения и рисования в селе Члоу, где при Доме культуры открыл детско-художественную студию, которая через год была преобразована в детскую художественную школу.

### Обучение в Академии художеств
В 1982 году поступил в Тбилисскую государственную академию художеств на факультет изобразительного искусства по специальности «живопись». Проходил обучение под руководством известных мастеров живописи — профессора Г. К. Тотибадзе, а затем в мастерской профессора Коки Махарадзе. В 1988 году окончил академию, защитив дипломную живописную работу под названием «Начало» (хранится в фонде Тбилисской академии художеств). Во время учёбы в академии помимо своей специальности дополнительно брал уроки по скульптуре у известного мастера профессора Георгия Алексеевича Очиаури.
С 1989 по 1997 годы работал преподавателем живописи в Сухумском художественном училище.
В 1997 году был избран председателем Союза художников Республики Абхазия, а в 2001 году ушёл в отставку по собственному желанию, делая акцент на творчество.

### Общественно-политическая деятельность
С 2003 года активист общественно-политического движения Республики Абхазия «Айтаира» («Возрождение»). С 2004 года член политического совета этого движения.
С 10 марта 2005 по 2007 год — министр культуры Республики Абхазия.
С февраля 2010 года вторично назначен министром культуры Республики Абхазия.

### Творчество
Во время Отечественной войны народа Абхазии (1992—1993) был идейным организатором и идеологом художественно-политической артели «Ажвейпшаа» при военном комиссариате Республики Абхазия. Вел сатирические передачи по национальному телевидению. Оказывал помощь и сопровождал гуманитарные рейсы в блокадный город Ткуарчал.
В январе 1993 года был одним из организаторов выставки в Санкт-Петербурге (Смольный собор) в поддержку народа Абхазии в освободительной борьбе.
Работы хранятся в Национальной картинной галерее Абхазии, в частных коллекциях многих стран мира (Россия, Англия, Италия, Япония, Турция, США и др).
Является автором проекта памятника погибшим в Отечественной войне народа Абхазии 1992—1993 гг. в родном селе Члоу, соавтором проекта памятника в с. Тамыш под названием «Мать Свободы».
Увлекается поэзией. Автор многих стихов, публикующихся в официальных печатных органах Республики Абхазия.
Трудится старшим преподавателем АГУ на кафедре ИЗО при педагогическом факультете.
Выставки
На профессиональном уровне начал выставляться с 1975 года. С этого же года участвовал во всех зональных республиканских выставках, проходивших в республике по линии Союза художников Абхазии.
- Персональная выставка и вечер, посвященные его сорокалетию (1996, Сухум, фойе Русского театра драмы (кафе «Антркат»)
- Персональная выставка (1998, Сухум, частная галерея «Art-салон»)
- Коллективная (Генуя выставка в честь 500-летия открытия Америки Х. Колумбом).